# Palpalá
Palpalá est une ville de la province de Jujuy et le chef-lieu du département de Palpalá en Argentine.
Il s'agit d'une ville disposant d'un grand parc industriel dans les aciéries et l'industrie papetière.